# Food of War (Comida de Guerra)
Food of War (Comida de guerra) es un colectivo de artistas, abierto, multidisciplinario, sin fines de lucro, fundado en el año 2010, con sede en Londres, Inglaterra. El colectivo, a través de diferentes manifestaciones artísticas (performance, escultura, pintura, video) pone de manifiesto las relaciones de poder y las implicaciones políticas y sociales que existen detrás de un plato de comida.
El arte del colectivo Food of War ha sido presentado en ocho países diferentes: Reino Unido, Ucrania, Alemania, México, Perú, Brasil, España y Colombia.

## El Equipo
El colectivo cuenta con dos directores: Hernan Barros, quien ha trabajado en cine, televisión, y efectos visuales en Reino Unido y Omar Castañeda, egresado de Central Saint Martins - Universidad de las Artes en Londres, con una amplia experiencia en el mundo de las artes plásticas.
A ellos se suman tres artistas más quienes han participado en los diferentes planes y proyectos del colectivo de acuerdo al país de presentación. Ellas son: Simone Mattar de São Paulo, Brasil, gastroperformer, diseñadora de alimentos, artista y arquitecta; Quintina Valero, fotoperiodista con estudios en economía, nacida en Alemania con una amplia trayectoria periodística en España y radicada en Londres ; y finalmente Zinaïda, artista plástica de Ucrania.

## Presentaciones
La primera gran exhibición de Food of War fue Tierras Nubladas (Clouded Lands). Se desarrolló en el National Art and Culture Museum Complex "Mystetskyi Arsenal" de Kiev en Ucrania en el año 2016. Luego la presentación se trasladó a Berlín para participar en el Congreso Disarm! For a Climate of Peace, también al Centro de Arte Caja de Burgos, y finalmente a Londres. En cada uno de estos lugares, el colectivo trabajó de la mano con artistas locales y abordó como tema principal el Accidente de Chernóbil y cómo éste afectó la manera de comer en Europa.

### Otras presentaciones
- Septiembre 2012, Almond Juice, Façade Video Festival, Plovidv, Bulgaria[24]
- 8 de noviembre de 2014, Aguapanela is my cup of tea, The Container, Londres, Reino Unido[25]
- 26 de agosto de 2015, Panela: The New Gold of Colombia, Chalton Gallery en Londres, Reino Unido[26][27]
- 24 al 30 de septiembre de 2015, BSMT SPACE, Dalston, Londres, Reino Unido[28]
- 23 - 28 de febrero de 2016, Justmad 7 Emerging Art Fair COAM La Sede del Arte Madrid, España[29]
- 9 de marzo - 16 de abril de 2016, Panela: The New Gold of Colombia, Museo de Arte Contemporáneo (MAC) de Bogotá, Colombia[30]
- 5 - 28 de abril de 2017, Clouded Lands, Rich Mix, Mezzanine Gallery, Londres Reino Unido[31][32][33]
- 27 de abril al 9 de mayo, Clouded Lands, Arsenal de Mystetskyi, Kiev Ucrania[34][35][36]
- 21 - 26 de febrero de 2017, Justmad 8 COAM La Sede del Arte Madrid, España[37]
- 19 de febrero de 2018, Insect Flesh, Semana de Arte en la Ciudad de México, México[38]
- 18 - 4 de abril de 2018, Contamination, Feria de Arte Art Lima, Lima, Perú[5]
- 4 de abril de 2017, Ópera dos Porcos, Rabieh Gallery, São Paulo, Brasil[39]
- 15 de noviembre de 2019 - 29 de febrero de 2020. ¿Paz en las mesas? Museo de Arte Contemporáneo de Bogotá, Colombia[40][41][42]

## Artículos y Entrevistas
- El artista latinoamericano, Omar Castañeda, presenta: “Aguapanela is my cup of tea” Archivado el 9 de diciembre de 2019 en Wayback Machine.. Express News. Entrevista por Yohanna Rozo, noviembre de 2014.
- Omar Castañeda. Discovery Art Now. Artículo, agosto de 2015
- From Social Phenomena To Social Movement. Food Of War Ten Thousand Years of Gratitude. Entrevista, septiembre de 2015.
- Чорнобильська трагедія: погляд художника. ASN. Artículo, abril de 2016.
- Conoce el trabajo del colectivo FOOD OF WAR. Plataforma de Arte Contemporáneo. Artículo por Sara Torres Sifón, marzo de 2017
- Charlamos con Quintina Valero y Hernán Barros, del colectivo ‘Food of War’ en Justmad8. Brit-Es Magazine. Artículo, febrero de 2017.
- Las obras de arte del movimiento Food of War muestran la conexión entre la guerra y la comida. Animal Gourmet. Artículo por Sarah del Moral, febrero de 2018.
- Un bocado político. Vivir en el Poblado. Artículo, septiembre de 2019